# Nu skall ej synden mera
Nu skall ej synden mera en psalmtext av den danske biskopen, psalmförfattaren och psalmboksutgivaren Thomas Kingo. Texten diktad 1699 fyra år före Kingos död. Den genomgick en dansk bearbetning under 1700-talet och översattes till svenska av Johan Olof Wallin för 1819 års psalmbok.

## Publicerad i
- 1819 års psalmbok som nr 209 under rubriken "Nådens ordning: Den dagliga förnyelsen under bön, vaksamhet och strid mot andliga fiender".
- 1937 års psalmbok som nr 294  under rubriken "Tro, förlåtelse, barnaskap".